# Onir
Onir es un director, guionista y montador de cine de la India. Es conocido por su película sobre el sida Mi hermano Nikhil (2005) y la película de asuntos sociales I Am (2011). Onir es abiertamente gay, algo poco común en Bollywood. La próxima película de Onir será una adaptación de Hamlet.

## Filmografía

### Director
- "Tiger's Nest" (1991) (corto documental)
- "Fallen Hero" (1992) (corto documental)
- Mi hermano Nikhil (2005)
- Bas Ek Pal (2006)
- Sorry Bhai! (2008)
- I Am (2011)[3][4]
- The Face (2011)
- Shab[5]

### Guionista
- 2005 Mi hermano Nikhil
- 2006 Bas Ek Pal
- 2011 I Am

### Montador
- 2001 Rahul
- 2001 Daman: A Victim of Marital Violence
- 2003 Fun 2shh: Dudes In the 10th Century
- 2003 Bhoot
- 2005 Mi hermano Nikhil

### Productor
- 2008 Sorry Bhai!
- 2011 I Am